# Додиг, Иван
Иван До́диг (хорв. Ivan Dodig; родился 2 января 1985 года в Меджугорье, СФРЮ) — хорватский теннисист, до 2008 года представлявший на соревнованиях Боснию и Герцеговину; победитель семи турниров Большого шлема в парном разряде (три в мужских парах и четыре в миксте); финалист четырёх турниров Большого шлема в парном разряде (по два в мужских парах и миксте); финалист Итогового турнира (2014) в парном разряде; серебряный призёр Олимпийских игр 2020 года в парном разряде; победитель 25 турниров ATP (из них один в одиночном разряде); обладатель Кубка Дэвиса (2018) в составе сборной Хорватии; бывшая вторая ракетка мира в парном разряде.

## Общая информация
Иван — один из трёх сыновей Томислава и Даворки Додигов; его братьев зовут Желько и Младен. Ныне хорват женат: у него и его супруги Маи Чубелы есть один совместный ребёнок — сын Петар.
Уроженец Меджугорья в теннисе с восьми лет. Любимое покрытие — хард, лучший удар — подача. Вне соревнований Иван тренируется в клубе Gerry Weber Breakpoint Team в Халле, Германия.

## Спортивная карьера

### Начало карьеры
Профессиональную карьеру официально Додиг начал в 2004 году, хотя ещё в 2002 году он сыграл первые матчи в отборочных раундах розыгрыша Кубка Дэвиса ещё тогда в составе сборной Боснии и Герцеговины. Основных успехов Иван добился, выступая уже под флагом Хорватии. Первые победы на турнирах цикла «фьючерс» пришли к нему в 2005 году в парном и 2006 году в одиночном разрядах. В июне 2007 года Додиг выиграл первый парный «челленджер», который проводился в Алма-Ате. Ещё один «челленджер» в парном разряде он выиграл в ноябре того же года в Тунисе.
В феврале 2008 года Додиг впервые квалифицировался в основную сетку турнира ATP. Произошло это на турнире в Марселе, где в первом своем матче на таком уровне он проиграл одному из лидеров мирового тенниса Новаку Джоковичу — 1-6, 4-6. В феврале 2009 года, занимая на тот момент 425-ю строчку в рейтинге, на домашнем для себя турнире в Загребе Додиг смог дойти до четвертьфинальной стадии. Пройдя три квалификационных раунда, в основной сетке он переиграл Игоря Андреева и Эрнесто Гулбиса, но в 1/4 уступил другому хорватскому теннисисту Марио Анчичу. В марте Иван выиграл первый в карьере «челленджер» в одиночках, проводившийся в Сараево.
В начале 2010 года Иван впервые сыграл в основной сетке турнира серии Большого шлема. На Открытом чемпионате Австралии, пройдя квалификацию ему удается выиграть матч первого круга у бывшего первого в мире теннисиста Хуана Карлоса Ферреро со счетом 2-6, 1-6, 6-4, 6-1, 6-1. В матче второго круга он уступил австрийцу Штефану Коубеку 6-7(4), 1-6, 2-6. В марте Додиг сыграл первые матчи в кубке Дэвиса в составе сборной Хорватии. На Уимблдонском турнире 2010 ему удается повторить результат Австралии. На этот раз в матче первого раунда им был обыгран испанец Оскар Эрнандес 6-1, 6-3, 6-3, а во втором он проиграл американцу Сэму Куэрри 2-6, 7-5, 3-6, 6-7(10). На Открытом чемпионате США ему вновь удается пройти квалификационный отбор и выйти во второй раунд соревнований. В октябре 2010 года Ивану Додигу удается выйти в 1/4 финала на турнире в Стокгольме. В ноябре он смог выиграть «челленджер» в Астане и после него впервые войти в топ-100 мирового рейтинга.

### 2011—2013 (первый титул АТП и парный финал Уимблдона)

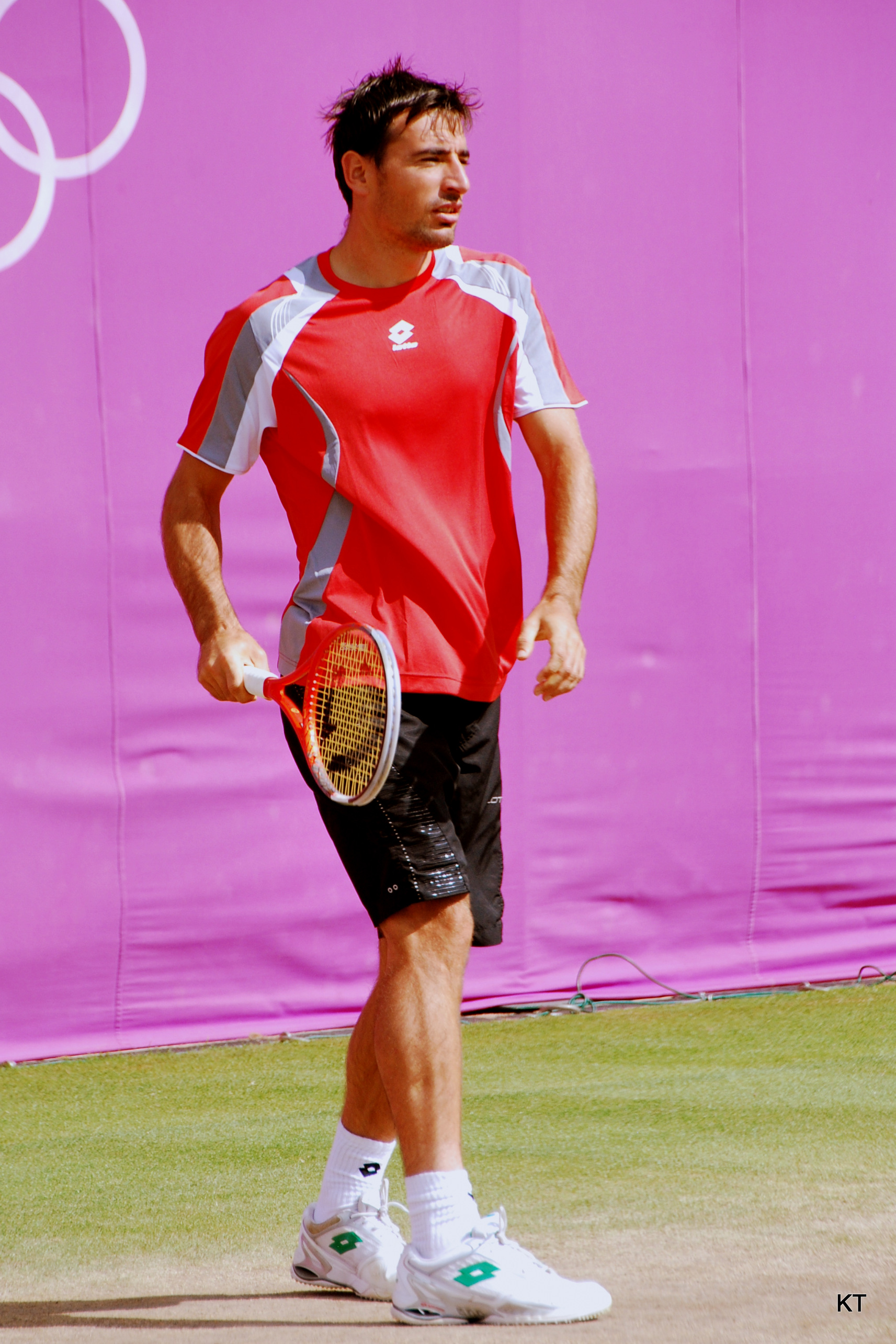
Додиг на Олимпиаде в Лондоне 2012 года

Начало 2011 года ознаменовалось для Додига выходом во второй раунд Открытого чемпионата Австралии, а затем выигрышем первого титула ATP в своей профессиональной карьере. На турнире в Загребе, переиграв Марселя Гранольерса, Илью Марченко, Ивана Любичича, Гильермо Гарсия-Лопеса, а также в финале Михаэля Беррера 6-3, 6-4, Иван Додиг смог стать его победителем. Благодаря этому успеху он поднялся на 60-е место в рейтинге ATP. Через три недели после этой победы Додиг вышел в 1/4 финала на турнире в Делрей-Бич. В апреле на грунтовом турнире в Барселоне Иван смог обыграть четырёх, в том числе во втором раунде представителя топ-10 Робина Сёдерлинга (6-2, 6-4). Таким образом, он вышел в полуфинал, где проиграл первой ракетке мира Рафаэлю Надалю. В июне Додиг смог выйти в финал турнира на траве в Хертогенбосе. В матче за титул его обыграл россиянин Дмитрий Турсунов — 3-6, 2-6. В августе на турнире серии Мастерс в Монреале Иван Додиг в матче второго раунда сенсационно одержал победу над второй ракеткой мира Рафаэлем Надалем со счетом 1-6 7-6(5) 7-6(5). Однако уже на следующий стадии он уступил Янко Типсаревичу.
В феврале 2012 года Додиг не смог защитить прошлогодний титул в Загребе, проиграв в четвертьфинале. В парном разряде того турнира совместно с Мате Павичем он вышел в финал. На турнире в Мемфисе в парном его розыгрыше он попробовал сыграть в одной команде с бразильским теннисистом Марсело Мело. Их дуэт в итоге дошёл до парного финала. На Открытом чемпионате Франции Додиг и Мело вышли в четвертьфинал мужских парных соревнований. В июне Иван уже в одиночках сыграл в 1/4 финале на турнире в Лондоне. Для этого он смог победить пятого в мире Жо-Вильфрида Тсонга. На Уимблдонском турнире главным результатом Додига стало выступление в парном разряде, где, как и на Ролан Гаррос, в альянсе с Мело он вышел в четвертьфинал. Летом Додиг принял участие в дебютной для себя Олимпиаде, которая проводилась в Лондоне. В одиночном турнире уже в первом раунде он проиграл Хуану Мартину дель Потро, а в парном в команде с Марином Чиличем добрался до четвертьфинала. В октябре Додиг смог выйти в полуфинал турнира в Валенсии.
В 2013 году на Открытом чемпионате Австралии впервые в карьере дошёл до третьего раунда турнира Большого шлема, где уступил в 4 сетах Ришару Гаске. В феврале он дважды выходил в стадию 1/4 финала: на турнирах в Загребе и Делрей-Бич, а также в парном разряде с Мате Павичем вышел в финал турнира в Загребе. В начале мая хорватский теннисист сумел пройти в полуфинал грунтового турнира в Мюнхене. В июне до этой же стадии он добрался на травяном турнире в Истборне. На Уимблдонском турнире 2013 года Иван выступил хорошо. В одиночном розыгрыше он впервые для Большого шлема вышел в четвёртый раунд. В мужском парном турнире в дуэте с Марсело Мело он впервые сыграл в финале Большого шлема, где им противостояли Боб и Майк Брайаны. В итоге Додиг и Мело проиграли более именитым игрокам-парникам со счётом 6-3, 3-6, 4-6, 4-6. В июле Иван сыграл в четвертьфинале турнира в Атланте. На Открытом чемпионате США он в третьем раунде сыграл с Рафаэлем Надалем и уступил ему в трёх сетах. В парном разряде Додиг и Мело смогли выйти в полуфинал, где проиграли Александру Пейе и Бруно Соаресу. Осенью на турнире в Токио Додиг во второй раз в карьере обыграл № 8 в мире Жо-Вильфрида Тсонга. Результатом Ивана на том турнире стал выход в полуфинал. На мастерсе в Шанхае Додиг и Мело взяли парный титул, переиграв в решающем матче испанцев Фернандо Вердаско и Давида Марреро. В конце октября Додиг вышел в четвертьфинал турнира в Базеле. В концовке сезона Додиг и Мело приняли участие в Итоговом парном турнире. На групповом этапе они смогли выиграть все три встречи и пройти в плей-офф с первого места, но в полуфинале они проиграли Вердаско и Марреро, которые взял реванш за поражение в Шанхае. По итогам сезона Додиг занял 33-е место в одиночном и 7-е в парном рейтингах.

### 2014—2017 (победа на Ролан Гаррос)
В феврале 2014 года Додиг сыграл в четвертьфинале турниров в Загребе и Марселе. В апреле он сыграл в парном финале мастерса в Монте-Карло в дуэте с Марсело Мело. Следующего финала пара Додиг Мело достигла в августе на мастерсе в Торонто. На Открытом чемпионате США они смогли пройти в полуфинал парных соревнований. Осенью Додиг и Мело ещё два раза выходили в финал парных турниров АТП. В октябре они сделали это на турнире в Токио, а в ноябре смогли сыграть в финальном матче Итогового турнира, проиграв в борьбе за трофей братьям Брайанам (7-6(5), 2-6, [7-10]).
2015 год для себя Додиг начал с выхода в 1/4 финала турнира в Дохе. В парном розыгрыше Австралийского чемпионата в команде с Мело он смог достичь полуфинала. Первый парный титул в сезоне их дуэт выиграл на турнире в Акапулько. В конце апреля Иван смог выйти в 1/4 финала турнира в Стамбуле. Главного достижения в этом сезоне Додиг достиг на Открытом чемпионате Франции. Совместно с Марсело Мело он смог выиграть свой первый Большой шлем в карьере. В решающей встрече они обыграли первую пару мирового рейтинга Боба и Майка Брайанов. Благодаря этому успеху, Додиг впервые поднялся на 4-ю строчку рейтинга парных теннисистов.
| Стадия  | Соперники (посев)                             | Рейтинг  | Счёт              |
| 1 раунд | Беньямин Беккер Александр Сачко               | 105 / 84 | 6-2 7-6(2)        |
| 2 раунд | Пабло Андухар Оливер Марах                    | 79 / 52  | 4-6 6-2 6-3       |
| 3 раунд | Гильермо Гарсия Лопес Эдуар Роже-Васслен (15) | 50 / 12  | 6-1 6-4           |
| 1/4     | Александр Пейя Бруно Соарес (8)               | 17 / 16  | 6-3 7-6(8)        |
| 1/2     | Жан-Жюльен Ройер Хория Текэу (5)              | 11 / 10  | 6-3 7-5           |
| Финал   | Боб Брайан Майк Брайан (1)                    | 1 / 1    | 6-7(5) 7-6(5) 7-5 |

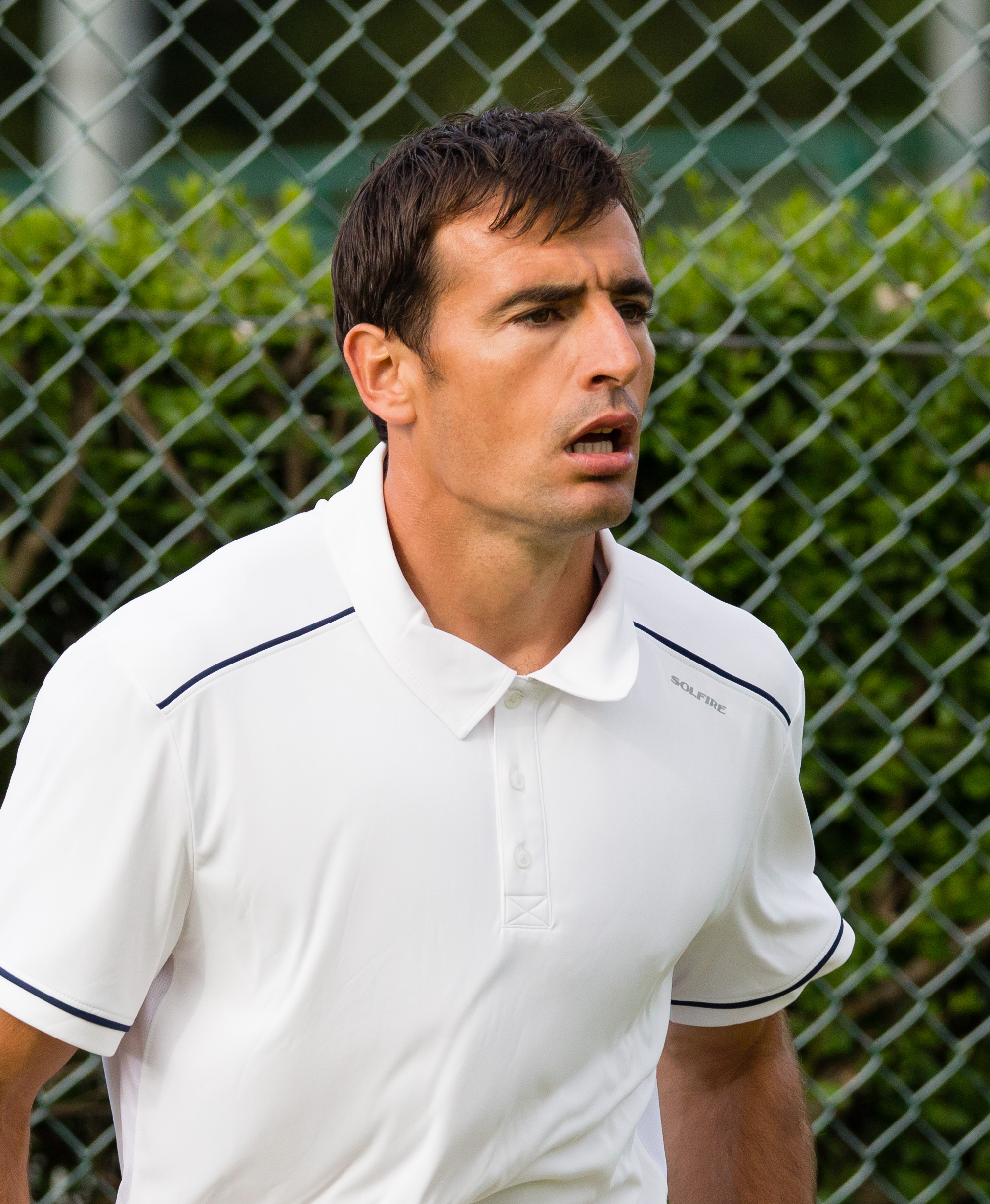
Додиг во время квалификации на Уимблдонский турнир 2015 года

На Уимблдонском турнире 2015 года Додиг и Мело вышли в четвертьфинал. В августе они сыграли в финале на турнире в Вашингтоне. Осенью Иван в одиночном разряде выиграл три титула на «челленджерах»: в сентябре в Сен-Реми-де-Провансе, в октябре взял «челленджер» в Бресте, а в ноябре в Андрии. В ноябре же Додиг и Мело смогли выиграть парный приз мастерса в Париже. Ни Итоговом турнире в Лондоне их дуэт доиграл до полуфинала.
Дальше всего на Австралийском чемпионате 2016 года Додиг прошёл в смешанном парном разряде, где выступив с Саней Мирзой вышел в полуфинал. В конце апреля на грунтовом турнире в Мюнхене Додиг впервые в сезоне вышел в 1/4 финала на одиночных соревнования ассоциации. На Открытом чемпионате Франции Додиг и Мело не смогли защитить свой прошлогодний титул, но прошли достаточно далеко до полуфинала, где проиграли Марку Лопесу и Фелисиано Лопесу. В соревнованиях Микста в альянсе с Саней Мирзой Иван сумел выйти в финал, но в борьбе за чемпионский титул их пара проиграла Леандеру Паесу и Мартине Хингис (6-4, 4-6, [8-10]). В июне Додиг и Мело сыграли в одном парном финале на турнире в Ноттингеме. В конце июля, переиграв в финале Джейми Маррея и Бруно Соареса, их пара выиграла совместный титул на мастерсе в Торонто. В августе Додиг и Мело также смогли стать чемпионами на мастерсе в Цинциннати. На итоговом парном турнире они проиграли два матча из трёх на групповом этапе и не смогли пройти дальше. В концовке сезона Иван сыграл в финальном матче Кубка Дэвиса, где его сборная Хорватии встречалась со сборной Аргентины. Додиг совместно с Марином Чиличем сыграл парную встречу, которую они смогли выиграть. Однако это очко не стало решающим в противостоянии с аргентинцами и Хорватия проиграл с общим счётом 2-3.
С 2017 года Додиг стал выступать в парном разряде в партнёрстве с Марселем Гранольерсом. На Открытом чемпионате Австралии их дуэт вышел в четвертьфинал. В смешанном парном разряде Додиг в альянсе с Саней Мирзой смог выйти в финал, где они проиграли Хуану Себастьяну Кабалю и Абигейл Спирс. В феврале Гранольерс и Додиг выиграли совместный трофей на турнире в Роттердаме. В мае на Мастерсе в Риме их дуэт смог добраться до финала, а на Ролан Гаррос до четвертьфинала. В июле Додиг получил уайлд-кард в одиночную сетку турнира в Умаге и на домашних соревнованиях он смог доиграть до полуфинала. Турнир стал последним в одиночной карьере Додига, после этого он дважды играл квалификации и окончательно сосредоточился на парных выступлениях. После выступления в Умаге, Додиг в дуэте с Мате Павичем смог выиграть турнир в Гамбурге. В августе на Мастерсе в Монреале он сыграл в команде с Роханом Бопанной. Осенью Иван в паре с Гранольерсом выиграл турнир в Базеле, а затем их команда смогла достичь финала Мастерса в Париже. Итоговый турнир завершился двумя поражениями на групповом этапе. Додиг завершил сезон на высоком — пятом месте парного рейтинга.

### 2018—2020 (три Больших шлема в миксте и Кубок Дэвиса)

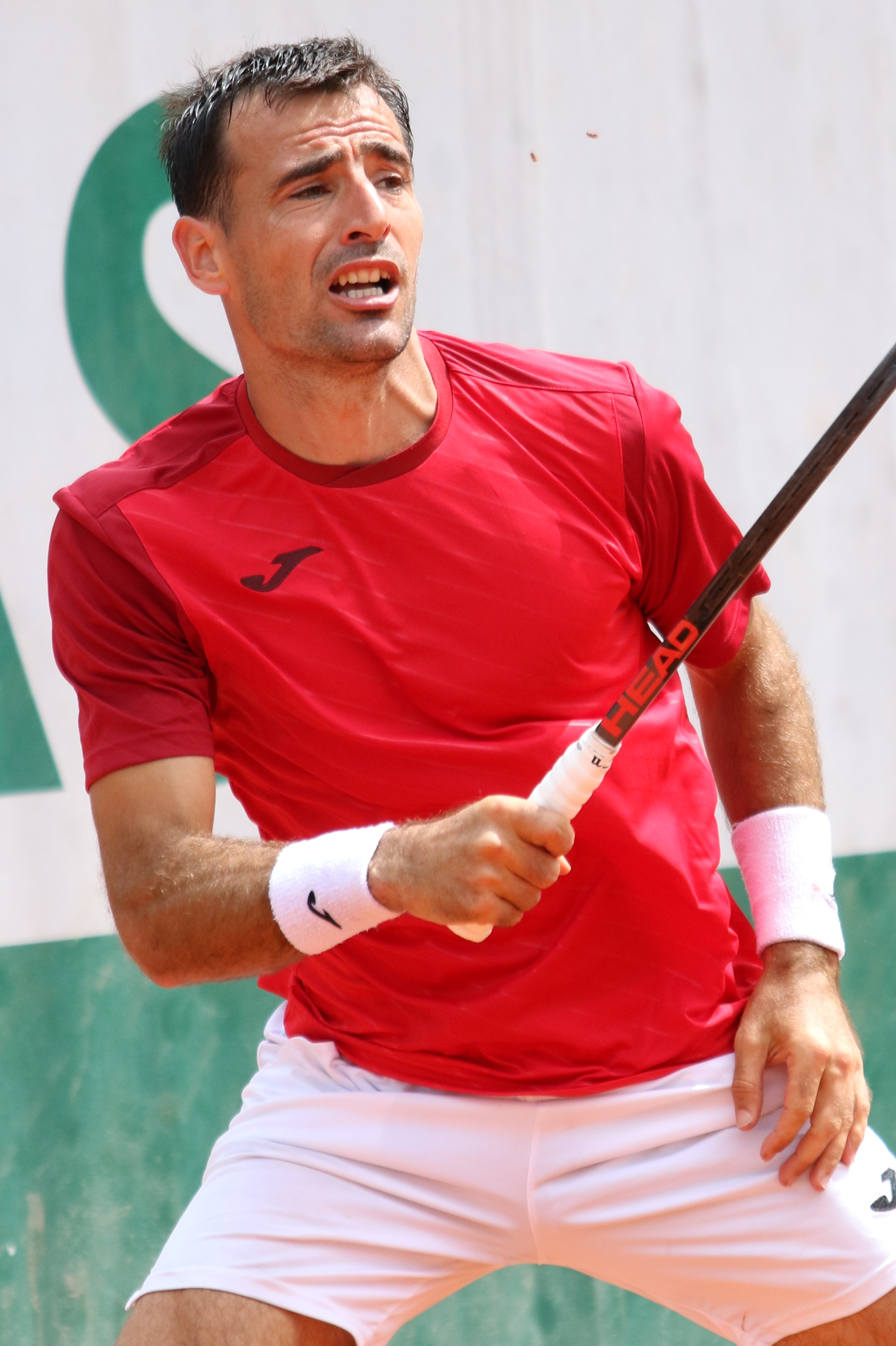
Додиг на Ролан Гаррос 2018 года

Старт сезона 2018 года Додиг провёл в партнёрстве с Фернандо Вердаско, однако они провалили отрезок сезона в Австралии и их дуэт распался. С февраля по июль Додиг был заигран в паре с Радживом Рамом. Их дуэт смог выиграть один совместный титул, взяв его в начале мая на грунте в Мюнхене. На Ролан Гаррос Додига ждал успех в миксте. Он сыграл те соревнования в паре с Латишей Чан и это принесло им титул Большого шлема. В финале они обыграли пару Габриэла Дабровски и Мате Павич — 4:6, 7:5, [10-8]. Во второй части сезона Додиг искал свюю игру с разными партнёрами и смог выиграть один титул — в сентябре Чэнду совместно с Мате Павичем. В конце сезона Додиг вместе со сборной Хорватии смог стать обладателем Кубка Дэвиса, регулярно играя парные матчи по ходу турнира. В финале хорваты победили со счётом 3:1 сборную Франции и Додиг с Павичем сыграли в парной встрече (единственной проигранной сборной Хорватии в финале).
В сезоне 2019 года партнёром Додига по выступлениям стал француз Эдуар Роже-Васслен. С ним в феврале он выиграл турнир в Монпелье, обыграв в финале пару Бенжамен Бонзи и Антуан Оан (6:4 6:3). Второй совместный титул они взяли в конце мая на турнире в Лионе. На Ролан Гаррос Додиг совместно с Латишей Чан второй год подряд смогли выиграть титул в миксте. Финал стал повторением прошлогоднего — со счётом 6:1, 7:6 были обыграны Дабровски и Павич. С июня Додиг выступал вместе с Филипом Полашеком, который недавно возобновил карьеру и до этого выступал в сезоне только на «челленджерах». Они дошли до финала на первом же турнире в Анталье. Затем они сыграли на Уимблдоне. В первом круге они одержали сенсационную победу над Джейми Марреем и Нилом Скупски в пяти сетах. Далее последовали трёхсетовые победы над Николасом Монро и Мишей Зверевым, Николой Мектичем и Франко Шкугором, Маркусом Дэниэллом и Уэсли Колхофом. Дойдя до полуфинала, они проиграли Николя Маю и Эдуару Роже-Васслену. В миксте была одержана очередная победа с Латишей Чан. Второго подряд титула Большого шлема они добились, обыграв в финале Роберта Линдстедта и Елену Остапенко — 6:2, 6:3.
В августе 2019 года Додиг и Полашек выиграли крупный турнир, взяв титул на Мастерсе в Цинциннати. На Открытом чемпионате США Иван Додиг и Латиша Чан боролись за третий подряд Большой шлем, но на этот раз проиграли в полуфинале Майклу Винусу и Чжань Хаоцин. Несмотря на поражение в первом круге Открытого чемпионата США, Додиг и Полашек продолжили бороться за Итоговый турнир ATP. Они дошли до полуфинала в Чэнду, а затем выиграли турнир в Пекине. В ноябре они вышли в полуфинал Мастерса в Париже и в чемпионской гонке заняли 9 место. После отказа братьев Брайанов, они стали участниками Итогового турнира года в Лондоне. В группе им выпали соперники, которых они уже обыгрывали по ходу сезона, но выступление вышло неудачным. Сначала их проиграли паре Лукаш Кубот и Марсело Мело на супер тай-брейке. Во втором матче они снова проиграли на супер тай-брейке Радживу Раму и Джо Солсбери. Выиграть они сумели только третий матч у Равена Класена и Майкла Винуса, который ничего не значил ни для одной из пар — южноафриканец и новозеландец уже обеспечили первое место, а Додиг и Полашек заняли последнее место после первых двух поражений. По итогам сезона Иван Додиг занял 12 место.
В 2020 году Додиг и Полашек продолжили сотрудничество. На Открытом чемпионате Австралии они остановились в шаге от финала, проиграв в 1/2 Максу Парселлу и Люку Сэвиллу. Додиг не смог выиграть титулов в том неполном сезоне, однако дважды добирался до финалов.

### 2021—2022 (титулы в Австралии и серебро на Олимпиаде)
В 2021 году сотрудничество Додига и Полашека продолжилось. Это принесло им успех на Открытом чемпионате Австралии, где пара смогла выиграть титул Большого шлема. В решающем матче они победили действующих чемпионов Раджива Рама и Джо Солсбери. Триумф в Мельбурне позволил Додигу вернуться в топ-10 парного рейтинга.
| Стадия  | Соперники (посев)                    | Рейтинг  | Счёт        |
| 1 раунд | Пабло Карреньо Буста Марк Лопес (PR) | 54 / 329 | 6-1 6-3     |
| 2 раунд | Люк Бэмбридж Доминик Инглот          | 64 / 60  | 6-4 7-5     |
| 3 раунд | Марсело Мело Хория Текэу (7)         | 9 / 23   | 6-4 6-3     |
| 1/4     | Джон-Патрик Смит Мэттью Эбден (WC)   | 96 / 109 | 6-4 2-6 6-4 |
| 1/2     | Никола Мектич Мате Павич (2)         | 6 / 3    | 4-6 6-4 6-3 |
| Финал   | Раджив Рам Джо Солсбери (5)          | 15 / 12  | 6-3 6-4     |

На Олимпийских играх в Токио в мужском парном разряде Додиг сыграл в команде Марином Чиличем и они смогли завоевать серебряную медаль. В финале они сыграли с соотечественниками Николой Мектичем и Мате Павичем и проиграли со счётом 4:6, 6:3, [6-10]. После Олимпиады Додиг играл с разными партнёрами, больше всего с Роханом Бопанной и Марсело Мело. На Итоговом турнире Иван сыграл в паре с Полашеком, однако они выиграли только один матч из трёх и не вышли из группы.
В 2022 году Додиг стал выступать в паре Марсело Мело. В январе они вышли в финал турнира в Аделаиде. На Открытом чемпионате Австралии их пара не смогла преодолеть второй раунд, однако Додиг добился успеха в миксте. Сыграв в дуэте с Кристиной Младенович он смог выиграть свой четвёртый Большой шлем в миксте.

## Рейтинг на конец года
| Год  | Одиночный рейтинг | Парный рейтинг |
| 2023 |                   | 2              |
| 2022 |                   | 9              |
| 2021 |                   | 12             |
| 2020 |                   | 16             |
| 2019 |                   | 12             |
| 2018 |                   | 35             |
| 2017 | 336               | 5              |
| 2016 | 147               | 13             |
| 2015 | 87                | 6              |
| 2014 | 95                | 12             |
| 2013 | 33                | 7              |
| 2012 | 72                | 31             |
| 2011 | 36                | 93             |
| 2010 | 88                | 185            |
| 2009 | 180               | 272            |
| 2008 | 422               | 335            |
| 2007 | 300               | 155            |
| 2006 | 404               | 316            |
| 2005 | 836               |                |
| 2004 |                   | 929            |

По данным официального сайта ATP на последнюю неделю года.

## Выступления на турнирах

### Финалы турнировATPв одиночном разряде (2)

#### Победы (1)
| Легенда                         |
| ------------------------------- |
| Турниры Большого шлема (0+3+4)* |
| Итоговый турнир ATP (0)         |
| Мастерс (0+6)                   |
| Олимпиада (0)                   |
| АТР 500 (0+9)                   |
| АТР 250 (1+6)                   |

| Титулы по покрытиям | Титулы по месту проведения матчей турнира |
| ------------------- | ----------------------------------------- |
| Хард (1+16+1)*      | Зал (1+6)                                 |
| Грунт (0+7+2)       | Зал (1+6)                                 |
| Трава (0+1+1)       | Открытый воздух (0+18+4)                  |
| Ковёр (0)           | Открытый воздух (0+18+4)                  |

* количество побед в одиночном разряде + количество побед в парном разряде + количество побед в миксте.
| №  | Дата           | Турнир           | Покрытие   | Соперник в финале | Счёт    |
| 1. | 6 февраля 2011 | Загреб, Хорватия | Хард (зал) | Михаэль Беррер    | 6-3 6-4 |

#### Поражения (1)
| №  | Дата         | Турнир                  | Покрытие | Соперник в финале | Счёт    |
| 1. | 19 июня 2011 | Хертогенбос, Нидерланды | Трава    | Дмитрий Турсунов  | 3-6 2-6 |

### Финалы челленджеров и фьючерсов в одиночном разряде (15)

#### Победы (8)
| Титулы             |
| Челленджеры (5+6*) |
| Фьючерсы (3+9)     |

| Титулы по покрытиям | Титулы по месту проведения матчей турнира |
| ------------------- | ----------------------------------------- |
| Хард (7+4*)         | Зал (4+1)                                 |
| Грунт (1+11)        | Зал (4+1)                                 |
| Трава (0)           | Открытый воздух (4+14)                    |
| Ковёр (0)           | Открытый воздух (4+14)                    |

* количество побед в одиночном разряде + количество побед в парном разряде.
| №  | Дата             | Турнир                        | Покрытие   | Соперник в финале | Счёт    |
| 1. | 4 июня 2006      | Приедор, Босния и Герцеговина | Грунт      | Адам Веймелка     | 6-3 6-2 |
| 2. | 14 октября 2006  | Лагос, Нигерия                | Хард       | Илья Марченко     | 6-3 6-4 |
| 3. | 5 октября 2008   | Мостар, Босния и Герцеговина  | Грунт      | Денис Павлов      | 6-3 6-2 |
| 4. | 29 марта 2009    | Сараево, Босния и Герцеговина | Хард (зал) | Доминик Мефферт   | 6-4 6-3 |
| 5. | 7 ноября 2010    | Астана, Казахстан             | Хард (зал) | Игорь Куницын     | 6-4 6-3 |
| 6. | 13 сентября 2015 | Сен-Реми-де-Прованс, Франция  | Хард       | Нильс Лангер      | 6-3 6-2 |
| 7. | 25 октября 2015  | Брест, Франция                | Хард (зал) | Бенуа Пер         | 7-5 6-1 |
| 8. | 29 ноября 2015   | Андрия, Италия                | Хард (зал) | Михаэль Беррер    | 6-2 6-1 |

#### Поражения (7)
| №  | Дата            | Турнир                      | Покрытие   | Соперник в финале | Счёт                         |
| 1. | 4 сентября 2005 | Мали-Лошинь, Хорватия       | Грунт      | Бостян Осабник    | 3-6 4-6                      |
| 2. | 18 июня 2006    | Брашов, Румыния             | Грунт      | Карлос Поч Градин | 3-6 4-6                      |
| 3. | 25 мая 2007     | Брчко, Босния и Герцеговина | Грунт      | Предраг Русевски  | 5-7 5-7                      |
| 4. | 3 мая 2009      | Острава, Чехия              | Грунт      | Ян Гайек          | 5-7 1-6                      |
| 5. | 18 октября 2009 | Кольдинг, Дания             | Хард (зал) | Алекс Богданович  | 6-3 6-7(7) — дисквалификация |
| 6. | 2 мая 2010      | Острава, Чехия              | Грунт      | Лукаш Росол       | 5-7 6-4 6-7(4)               |
| 7. | 17 января 2016  | Канберра, Австралия         | Хард       | Паоло Лоренци     | 2-6 4-6                      |

### Финалы турниров Большого шлема в парном разряде (5)

#### Победы (3)
| №  | Год  | Турнир                         | Покрытие | Партнёр       | Соперницы в финале       | Счёт              |
| 1. | 2015 | Открытый чемпионат Франции     | Грунт    | Марсело Мело  | Боб Брайан Майк Брайан   | 6-7(5) 7-6(5) 7-5 |
| 2. | 2021 | Открытый чемпионат Австралии   | Хард     | Филип Полашек | Раджив Рам Джо Солсбери  | 6-3 6-4           |
| 3. | 2023 | Открытый чемпионат Франции (2) | Грунт    | Остин Крайчек | Йоран Влиген Сандер Жийе | 6-3 6-1           |

#### Поражения (2)
| №  | Год  | Турнир                     | Покрытие | Партнёр       | Соперницы в финале               | Счёт              |
| 1. | 2013 | Уимблдон                   | Трава    | Марсело Мело  | Боб Брайан Майк Брайан           | 6-3 3-6 4-6 4-6   |
| 2. | 2022 | Открытый чемпионат Франции | Грунт    | Остин Крайчек | Марсело Аревало Жан-Жюльен Ройер | 7-6(4) 6-7(5) 3-6 |

### Финалы Итогового турнираATPв парном разряде (1)

#### Поражения (1)
| №  | Год  | Турнир                 | Покрытие   | Партнёр      | Соперники в финале     | Счёт              |
| 1. | 2014 | Лондон, Великобритания | Хард (зал) | Марсело Мело | Боб Брайан Майк Брайан | 7-6(5) 2-6 [7-10] |

### Финалы Олимпийских турниров в парном разряде (1)

#### Поражения (1)
| №  | Дата | Турнир        | Покрытие | Партнёр     | Соперницы в финале       | Счёт           |
| 1. | 2021 | Токио, Япония | Хард     | Марин Чилич | Никола Мектич Мате Павич | 4-6 6-3 [6-10] |

### Финалы турнировATPв парном разряде (54)

#### Победы (24)
| №   | Дата             | Турнир                         | Покрытие   | Партнёр            | Соперники в финале                      | Счёт                 |
| 1.  | 13 октября 2013  | Шанхай, Китай                  | Хард       | Марсело Мело       | Давид Марреро Фернандо Вердаско         | 7-6(2) 6-7(6) [10-2] |
| 2.  | 1 марта 2015     | Акапулько, Мексика             | Хард       | Марсело Мело       | Мариуш Фирстенберг Сантьяго Гонсалес    | 7-6(2) 5-7 [10-3]    |
| 3.  | 7 июня 2015      | Открытый чемпионат Франции     | Грунт      | Марсело Мело       | Боб Брайан Майк Брайан                  | 6-7(5) 7-6(5) 7-5    |
| 4.  | 8 ноября 2015    | Париж, Франция                 | Хард (зал) | Марсело Мело       | Вашек Поспишил Джек Сок                 | 2-6 6-3 [10-5]       |
| 5.  | 31 июля 2016     | Торонто, Канада                | Хард       | Марсело Мело       | Джейми Маррей Бруно Соарес              | 6-4 6-4              |
| 6.  | 21 августа 2016  | Цинциннати, США                | Хард       | Марсело Мело       | Жан-Жюльен Ройер Хория Текэу            | 7-6(5) 6-7(5) [10-6] |
| 7.  | 19 февраля 2017  | Роттердам, Нидерланды          | Хард (зал) | Марсель Гранольерс | Уэсли Колхоф Матве Мидделкоп            | 7-6(5) 6-3           |
| 8.  | 30 июля 2017     | Гамбург, Германия              | Грунт      | Мате Павич         | Пабло Куэвас Марк Лопес                 | 6-3 6-4              |
| 9.  | 29 октября 2017  | Базель, Швейцария              | Хард (зал) | Марсель Гранольерс | Фабрис Мартен Эдуар Роже-Васслен        | 7-5 7-6(6)           |
| 10. | 6 мая 2018       | Мюнхен, Германия               | Грунт      | Раджив Рам         | Никола Мектич Александр Пейя            | 6-3 7-5              |
| 11. | 30 сентября 2018 | Чэнду, Китай                   | Хард       | Мате Павич         | Остин Крайчек Дживан Недунчежиян        | 6-2 6-4              |
| 12. | 10 февраля 2019  | Монпелье, Франция              | Хард (зал) | Эдуар Роже-Васслен | Бенжамен Бонзи Антуан Оан               | 6-4 6-3              |
| 13. | 25 мая 2019      | Лион, Франция                  | Грунт      | Эдуар Роже-Васслен | Кен Скупски Нил Скупски                 | 6-4 6-3              |
| 14. | 18 августа 2019  | Цинциннати, США (2)            | Хард       | Филип Полашек      | Хуан Себастьян Кабаль Роберт Фара       | 4-6 6-4 [10-6]       |
| 15. | 6 октября 2019   | Пекин, Китай                   | Хард       | Филип Полашек      | Лукаш Кубот Марсело Мело                | 6-3 7-6(4)           |
| 16. | 21 февраля 2021  | Открытый чемпионат Австралии   | Хард       | Филип Полашек      | Раджив Рам Джо Солсбери                 | 6-3 6-4              |
| 17. | 21 мая 2022      | Лион, Франция (2)              | Грунт      | Остин Крайчек      | Максимо Гонсалес Марсело Мело           | 6-3 6-4              |
| 18. | 23 октября 2022  | Неаполь, Италия                | Хард       | Остин Крайчек      | Джон Пирс Мэттью Эбден                  | 6-3 1-6 [10-8]       |
| 19. | 30 октября 2022  | Базель, Швейцария (2)          | Хард (зал) | Остин Крайчек      | Николя Маю Эдуар Роже-Васслен           | 6-4 7-6(5)           |
| 20. | 19 февраля 2023  | Роттердам, Нидерланды (2)      | Хард (зал) | Остин Крайчек      | Рохан Бопанна Мэттью Эбден              | 7-6(5) 2-6 [12-10]   |
| 21. | 16 апреля 2023   | Монте-Карло, Монако            | Грунт      | Остин Крайчек      | Ромен Арнеодо Тристан-Самуэль Вайссборн | 6-0 4-6 [14-12]      |
| 22. | 10 июня 2023     | Открытый чемпионат Франции (2) | Грунт      | Остин Крайчек      | Йоран Влиген Сандер Жийе                | 6-3 6-1              |
| 23. | 25 июня 2023     | Лондон, Великобритания         | Трава      | Остин Крайчек      | Иржи Легечка Тейлор Фриц                | 6-4 6-7(5) [10-3]    |
| 24. | 4 октября 2023   | Пекин, Китай (2)               | Хард       | Остин Крайчек      | Уэсли Колхоф Нил Скупски                | 6-7(12) 6-3 [10-5]   |

#### Поражения (30)
| №   | Дата             | Турнир                       | Покрытие   | Партнёр            | Соперники в финале                | Счёт              |
| 1.  | 6 февраля 2012   | Загреб, Хорватия             | Хард (зал) | Мате Павич         | Маркос Багдатис Михаил Южный      | 2-6 2-6           |
| 2.  | 26 февраля 2012  | Мемфис, США                  | Хард (зал) | Марсело Мело       | Максим Мирный Даниэль Нестор      | 6-4 5-7 [7-10]    |
| 3.  | 10 февраля 2013  | Загреб, Хорватия (2)         | Хард (зал) | Мате Павич         | Юлиан Ноул Филип Полашек          | 3-6 3-6           |
| 4.  | 6 июля 2013      | Уимблдон                     | Трава      | Марсело Мело       | Боб Брайан Майк Брайан            | 6-3 3-6 4-6 4-6   |
| 5.  | 20 апреля 2014   | Монте-Карло, Монако          | Грунт      | Марсело Мело       | Боб Брайан Майк Брайан            | 3-6 6-3 [8-10]    |
| 6.  | 10 августа 2014  | Торонто, Канада              | Хард       | Марсело Мело       | Александр Пейя Бруно Соарес       | 4-6 3-6           |
| 7.  | 5 октября 2014   | Токио, Япония                | Хард       | Марсело Мело       | Михал Пшисенжний Пьер-Юг Эрбер    | 3-6 7-6(3) [5-10] |
| 8.  | 16 ноября 2014   | Финал Мирового Тура ATP      | Хард (зал) | Марсело Мело       | Боб Брайан Майк Брайан            | 7-6(5) 2-6 [7-10] |
| 9.  | 9 августа 2015   | Вашингтон, США               | Хард       | Марсело Мело       | Боб Брайан Майк Брайан            | 4-6 2-6           |
| 10. | 25 июня 2016     | Ноттингем, Великобритания    | Трава      | Марсело Мело       | Доминик Инглот Даниэль Нестор     | 5-7 6-7(4)        |
| 11. | 21 мая 2017      | Рим, Италия                  | Грунт      | Марсель Гранольерс | Николя Маю Пьер-Юг Эрбер          | 6-4 4-6 [3-10]    |
| 12. | 13 августа 2017  | Монреаль, Канада (2)         | Хард       | Рохан Бопанна      | Николя Маю Пьер-Юг Эрбер          | 4-6 6-3 [6-10]    |
| 13. | 5 ноября 2017    | Париж, Франция               | Хард (зал) | Марсель Гранольерс | Лукаш Кубот Марсело Мело          | 6-7(3) 6-3 [6-10] |
| 14. | 26 мая 2018      | Женева, Швейцария            | Грунт      | Раджив Рам         | Оливер Марах Мате Павич           | 6-3 6-7(3) [9-11] |
| 15. | 29 июня 2019     | Анталья, Турция              | Трава      | Филип Полашек      | Артём Ситак Йонатан Эрлих         | 3-6 4-6           |
| 16. | 18 января 2020   | Аделаида, Австралия          | Хард       | Филип Полашек      | Максимо Гонсалес Фабрис Мартен    | 6-7(12) 3-6       |
| 17. | 27 сентября 2020 | Гамбург, Германия            | Грунт      | Мате Павич         | Майкл Винус Джон Пирс             | 3-6 4-6           |
| 18. | 12 января 2021   | Анталья, Турция (2)          | Хард       | Филип Полашек      | Никола Мектич Мате Павич          | 2-6 4-6           |
| 19. | 30 июля 2021     | Олимпиада                    | Хард       | Марин Чилич        | Никола Мектич Мате Павич          | 4-6 6-3 [6-10]    |
| 20. | 27 августа 2021  | Уинстон-Сейлем, США          | Хард       | Остин Крайчек      | Марсело Аревало Матве Мидделкоп   | 7-6(5) 5-7 [6-10] |
| 21. | 9 января 2022    | Аделаида (I), Австралия (2)  | Хард       | Марсело Мело       | Рохан Бопанна Рамкумар Раманатхан | 6-7(6) 1-6        |
| 22. | 4 июня 2022      | Открытый чемпионат Франции   | Грунт      | Остин Крайчек      | Марсело Аревало Жан-Жюльен Ройер  | 7-6(4) 6-7(5) 3-6 |
| 23. | 7 августа 2022   | Вашингтон, США (2)           | Хард       | Остин Крайчек      | Ник Кирьос Джек Сок               | 5-7 4-6           |
| 24. | 16 октября 2022  | Флоренция, Италия            | Хард (зал) | Остин Крайчек      | Николя Маю Эдуар Роже-Васслен     | 6-7(4) 3-6        |
| 25. | 6 ноября 2022    | Париж, Франция (2)           | Хард (зал) | Остин Крайчек      | Уэсли Колхоф Нил Скупски          | 6-7(5) 4-6        |
| 26. | 14 января 2023   | Аделаида (II), Австралия (3) | Хард       | Остин Крайчек      | Марсело Аревало Жан-Жюльен Ройер  | Без игры          |
| 27. | 30 июня 2023     | Истборн, Великобритания      | Трава      | Остин Крайчек      | Никола Мектич Мате Павич          | 4-6 2-6           |
| 28. | 2 марта 2024     | Дубай, ОАЭ                   | Хард       | Остин Крайчек      | Таллон Грикспор Ян-Леннард Штруфф | 4-6 6-4 [6-10]    |
| 29. | 30 марта 2024    | Майами, США                  | Хард       | Остин Крайчек      | Рохан Бопанна Мэттью Эбден        | 7-6(3) 3-6 [6-10] |
| 30. | 9 ноября 2024    | Белград, Сербия              | Хард (зал) | Скандер Мансури    | Джейми Маррей Джон Пирс           | 6-3 6-7(5) [9-11] |

### Финалы челленджеров и фьючерсов в парном разряде (25)

#### Победы (15)
| №   | Дата            | Турнир                        | Покрытие   | Партнёр          | Соперники в финале                        | Счёт              |
| 1.  | 14 августа 2005 | Винковцы, Хорватия            | Грунт      | Марин Чилич      | Даниэль Лустиг Карел Тришка               | 3-6 6-4 6-3       |
| 2.  | 21 августа 2005 | Чаковец, Хорватия             | Грунт      | Филип Силади     | Никола Мартинович Йоско Топич             | 6-1 6-2           |
| 3.  | 28 мая 2006     | Брчко, Босния и Герцеговина   | Грунт      | Лазарь Магдинчев | Никола Мартинович Вилим Висак             | 6-7(3) 6-0 6-3    |
| 4.  | 4 июня 2006     | Приедор, Босния и Герцеговина | Грунт      | Адам Веймелка    | Роман Келечич Никола Мартинович           | 6-7(2) 6-3 6-3    |
| 5.  | 25 июня 2006    | Белград, Сербия               | Грунт      | Предраг Русевски | Деян Катич Давид Савич                    | 6-3 3-6 6-4       |
| 6.  | 20 августа 2006 | Винковцы, Хорватия            | Грунт      | Давор Кусета     | Душан Михайлович Предраг Русевски         | 2-6 6-4 6-3       |
| 7.  | 27 августа 2006 | Чаковец, Хорватия             | Грунт      | Иван Черович     | Никола Мартинович Йоско Топич             | 6-2 1-6 6-4       |
| 8.  | 14 октября 2006 | Лагос, Нигерия                | Хард       | Златан Кадрич    | Флорис Килян Бой Вестерхоф                | 6-3 7-6(2)        |
| 9.  | 18 февраля 2007 | Загреб, Хорватия              | Хард (зал) | Лукаш Росол      | Петар Еленич Слиман Сауди                 | 6-7(1) 6-4 6-4    |
| 10. | 23 июня 2007    | Алма-Ата, Казахстан           | Хард       | Камил Чапкович   | Алексей Кедрюк Александр Кудрявцев        | 6-4 3-6 [10-7]    |
| 11. | 11 ноября 2007  | Тунис, Тунис                  | Хард       | Франк Мозер      | Яспер Смит Мартейн ван Хастерен           | 4-6 7-5 [11-9]    |
| 12. | 18 мая 2008     | Загреб, Хорватия              | Грунт      | Жулио Силва      | Сергей Стаховский Томаш Зиб               | 6-4 7-6(1)        |
| 13. | 4 октября 2009  | Неаполь, Италия               | Грунт      | Фредерику Жил    | Тьяго Алвес Лукаш Росол                   | 6-1 6-3           |
| 14. | 24 апреля 2010  | Рим, Италия                   | Грунт      | Марио Анчич      | Хуан Пабло Бжезицки Рубен Рамирес Идальго | 4-6 7-6(8) [10-4] |
| 15. | 30 мая 2010     | Алессандрия, Италия           | Грунт      | Ловро Зовко      | Марко Круньола Даниэль Муньос де ла Нава  | 6-4 6-4           |

#### Поражения (10)
| №   | Дата             | Турнир                          | Покрытие   | Партнёр         | Соперники в финале                         | Счёт                 |
| 1.  | 11 июля 2004     | Болонья, Италия                 | Грунт      | Майкл Станяк    | Симоне Болелли Альберто Брицци             | 6-7(4) 0-6           |
| 2.  | 8 августа 2004   | Заечар, Сербия и Черногория     | Грунт      | Виде Коневод    | Никола Чирич Горан Тошич                   | 6-7(4) 3-6           |
| 3.  | 30 апреля 2006   | Анталья, Турция                 | Грунт      | Давор Кусета    | Халлук Аккоюн Эргун Зорлу                  | 5-7 6-3 3-6          |
| 4.  | 24 сентября 2006 | Баня-Лука, Босния и Герцеговина | Грунт      | Александр Марич | Джозеф Сирианни Стефан Вотерс              | 4-6 6-3 [4-10]       |
| 5.  | 21 октября 2006  | Лагос, Нигерия                  | Хард       | Златан Кадрич   | Абдул-Мумин Бабалола Комлави Логло         | 5-7 5-7              |
| 6.  | 16 июня 2007     | Астана, Казахстан               | Хард       | Камил Чапкович  | Даниэль Брандс Адам Фини                   | 2-6 4-6              |
| 7.  | 25 августа 2007  | Карши, Узбекистан               | Хард       | Хория Текэу     | Эндрю Коэльо Адам Фини                     | 2-6 6-3 [7-10]       |
| 8.  | 15 сентября 2007 | Любляна, Словения               | Грунт      | Ловро Зовко     | Александр Красноруцкий Александр Кудрявцев | 6-7(9) 6-1 [6-10]    |
| 9.  | 5 июля 2009      | Риека, Хорватия                 | Грунт      | Антонио Веич    | Себастьян Декуд Мигель Анхель Лопес Хаэн   | 6-7(7) 6-3 [8-10]    |
| 10. | 14 марта 2010    | Сараево, Босния и Герцеговина   | Хард (зал) | Лукаш Росол     | Николя Маю Эдуар Роже-Васслен              | 6-7(6) 7-6(7) [5-10] |

### Финалы турниров Большого шлема в смешанном парном разряде (6)

#### Победы (4)
| №  | Год  | Турнир                         | Покрытие | Партнёр             | Соперники в финале               | Счёт              |
| 1. | 2018 | Открытый чемпионат Франции     | Грунт    | Латиша Чан          | Габриэла Дабровски Мате Павич    | 6-1 6-7(5) [10-8] |
| 2. | 2019 | Открытый чемпионат Франции (2) | Грунт    | Латиша Чан          | Габриэла Дабровски Мате Павич    | 6-1 7-6(5)        |
| 3. | 2019 | Уимблдон                       | Трава    | Латиша Чан          | Елена Остапенко Роберт Линдстедт | 6-2 6-3           |
| 4. | 2022 | Открытый чемпионат Австралии   | Хард     | Кристина Младенович | Джейми Форлис Джейсон Каблер     | 6-3 6-4           |

#### Поражения (2)
| №  | Год  | Турнир                       | Покрытие | Партнёрша  | Соперники в финале                  | Счёт           |
| 1. | 2016 | Открытый чемпионат Франции   | Грунт    | Саня Мирза | Мартина Хингис Леандер Паес         | 6-4 4-6 [8-10] |
| 2. | 2017 | Открытый чемпионат Австралии | Хард     | Саня Мирза | Абигейл Спирс Хуан Себастьян Кабаль | 2-6 4-6        |

### Финалы командных турниров (2)

#### Победы (1)
| №  | Год  | Турнир       | Команда                                     | Соперник в финале                                      | Счёт |
| 1. | 2018 | Кубок Дэвиса | Хорватия И.Додиг, М.Павич, М.Чилич, Б.Чорич | Франция Н.Маю, Л.Пуй, Ж.-В.Тсонга, Ж.Шарди, П.-Ю.Эрбер | 3-1  |

#### Поражения (1)
| №  | Год  | Турнир       | Команда                             | Соперник в финале                             | Счёт |
| 1. | 2016 | Кубок Дэвиса | Хорватия И.Додиг,И.Карлович,М.Чилич | Аргентина Ф.Дельбонис,Х. М.дель Потро,Л.Майер | 2-3  |

## История выступлений на турнирах
По состоянию на 20 ноября 2023 года
Для того, чтобы предотвратить неразбериху и удваивание счета, информация в этой таблице корректируется только по окончании участия там данного игрока.
| Турнир                       | 2011  | 2012  | 2013          | 2014          | 2015          | 2016   | 2017          | 2018          | 2019          | 2020          | 2021   | 2022          | 2023          | Итог   | В/П за карьеру |
| ---------------------------- | ----- | ----- | ------------- | ------------- | ------------- | ------ | ------------- | ------------- | ------------- | ------------- | ------ | ------------- | ------------- | ------ | -------------- |
| Турниры Большого шлема       |       |       |               |               |               |        |               |               |               |               |        |               |               |        |                |
| Открытый чемпионат Австралии | 2Р    | 1Р    | 1Р            | 3Р            | 1/2           | 3Р     | 1/4           | 1Р            | 2Р            | 1/2           | П      | 2Р            | 1Р            | 1 / 13 | 24-12          |
| Открытый чемпионат Франции   | 2Р    | 1/4   | 3Р            | -             | П             | 1/2    | 1/4           | 2Р            | 1Р            | 3Р            | 2Р     | Ф             | П             | 2 / 12 | 34-10          |
| Уимблдонский турнир          | 1Р    | 1/4   | Ф             | -             | 1/4           | 3Р     | 3Р            | 1Р            | 1/2           | НП            | 2Р     | 3Р            | 2Р            | 0 / 11 | 23-10          |
| Открытый чемпионат США       | 1Р    | 3Р    | 1/2           | 1/2           | 1Р            | 1Р     | 3Р            | 3Р            | 1Р            | 1Р            | 3Р     | 2Р            | 1/2           | 0 / 13 | 21-13          |
| Итог                         | 0 / 4 | 0 / 4 | 0 / 4         | 0 / 2         | 1 / 4         | 0 / 4  | 0 / 4         | 0 / 4         | 0 / 4         | 0 / 3         | 1 / 4  | 0 / 4         | 1 / 4         | 3 / 49 |                |
| В/П в сезоне                 | 2-4   | 8-4   | 11-4          | 6-2           | 13-3          | 8-4    | 10-4          | 3-4           | 5-4           | 6-3           | 10-3   | 9-3           | 11-3          |        | 102-45         |
| Олимпийские игры             |       |       |               |               |               |        |               |               |               |               |        |               |               |        |                |
| Летняя олимпиада             | НП    | 1/4   | Не проводился | Не проводился | Не проводился | -      | Не проводился | Не проводился | Не проводился | Не проводился | Ф      | Не проводился | Не проводился | 0 / 2  | 6-2            |
| Итоговые турниры             |       |       |               |               |               |        |               |               |               |               |        |               |               |        |                |
| Итоговый турнир ATP          | -     | -     | 1/2           | Ф             | 1/2           | Группа | Группа        | -             | Группа        | -             | Группа | Группа        | Группа        | 0 / 9  | 12-18          |

| Турнир                       | 2013          | 2015          | 2016  | 2017          | 2018          | 2019          | 2020          | 2021  | 2022          | 2023          | Итог   | В/П за карьеру |
| ---------------------------- | ------------- | ------------- | ----- | ------------- | ------------- | ------------- | ------------- | ----- | ------------- | ------------- | ------ | -------------- |
| Турниры Большого шлема       |               |               |       |               |               |               |               |       |               |               |        |                |
| Открытый чемпионат Австралии | -             | 1Р            | 1/2   | Ф             | -             | 1Р            | 1/4           | 1Р    | П             | -             | 1 / 7  | 14-6           |
| Открытый чемпионат Франции   | -             | -             | Ф     | 1/4           | П             | П             | НП            | 1Р    | 2Р            | 2Р            | 2 / 7  | 18-5           |
| Уимблдонский турнир          | 2Р            | 2Р            | 2Р    | 3Р            | 1/4           | П             | НП            | 3Р    | 3Р            | 1/4           | 1 / 9  | 13-7           |
| Открытый чемпионат США       | -             | -             | 2Р    | 1Р            | 2Р            | 1/2           | НП            | 2Р    | -             | 1Р            | 0 / 6  | 6-5            |
| Итог                         | 0 / 1         | 0 / 2         | 0 / 4 | 0 / 4         | 1 / 3         | 2 / 4         | 0 / 1         | 0 / 4 | 1 / 3         | 0 / 3         | 4 / 29 |                |
| В/П в сезоне                 | 0-1           | 1-2           | 8-4   | 7-4           | 8-1           | 13-2          | 2-1           | 2-4   | 7-1           | 3-3           |        | 51-23          |
| Олимпийские игры             |               |               |       |               |               |               |               |       |               |               |        |                |
| Летняя олимпиада             | Не проводился | Не проводился | -     | Не проводился | Не проводился | Не проводился | Не проводился | 1Р    | Не проводился | Не проводился | 0 / 1  | 0-1            |